# Lista över ryska filmer från 2008
Detta är en lista över filmer producerade i Ryssland 2008.

## Lista
| Svensk titel           | Engelsk titel         | Rysk titel                | Transkriberad rysk titel | Regissör               | Skådespelare | Genre            | Noteringar |
| ---------------------- | --------------------- | ------------------------- | ------------------------ | ---------------------- | ------------ | ---------------- | ---------- |
| Admiral – Högsta befäl |                       | Адмиралъ                  |                          | Andrej Kravtjuk        |              | Historiskt drama |            |
|                        | The Best Movie        | Самый лучший фильм        |                          | Kirill Kuzin           |              | Komedi           |            |
|                        | Hard to Be a God      | История арканарской резни |                          | Aleksej German         |              |                  |            |
| Hipsters               | Hipsters              | Стиляги                   |                          | Valerij Todorovskij    |              |                  |            |
|                        | The Inhabited Island  | Обитаемый остров          |                          | Fjodor Bondartjuk      |              | Action           |            |
|                        | Morphine              | Морфий                    |                          | Aleksej Balabanov      |              |                  |            |
|                        | Philosophy of a Knife | Философия ножа            |                          | Andrej Iskanov         |              |                  |            |
|                        | Everybody Dies But Me | Все умрут, а я останусь   |                          | Valerija Gaj Germanika |              | Drama            |            |